# 6305 Helgoland
6305 Helgoland è un asteroide della fascia principale. Scoperto nel 1989, presenta un'orbita caratterizzata da un semiasse maggiore pari a 2,2186789 UA e da un'eccentricità di 0,1018306, inclinata di 4,66176° rispetto all'eclittica.